# Skyrunner World Series 2016
Navigation
2015 2017
Le Skyrunning World Series 2016 est la quinzième édition du Skyrunner World Series, compétition internationale de Skyrunning fondée en 2002 par la Fédération internationale de skyrunning. La compétition se divise en quatre catégories: Sky, Sky Extreme, Ultra et kilomètre vertical. Un vainqueur est désigné pour chaque catégorie, ainsi qu’un champion World Series sur l’ensemble des courses toutes catégories confondues.

## Règlement
Les points sont attribués de la manière suivante: 100-88-78-72-68 points, pour les cinq premières places, puis par incrément dégressif de 2 points jusqu’à la trentième place pour les hommes et la quinzième place pour les femmes. L’attribution des points est identique  quelle que soit la catégorie de la course. Les points de la dernière course de chaque catégorie seront augmentés de 20%.
Les points pris en compte pur le classement par catégories sont :
- Sky Extreme : deux meilleurs résultats
- Ultra : trois meilleurs résultats
- Sky et kilomètre vertical : quatre meilleurs résultats

## Programme

### Sky
| Nom de la course               | Distance | Dénivelé   | Pays       | Date             | Gagnant          | Gagnante          |
| ------------------------------ | -------- | ---------- | ---------- | ---------------- | ---------------- | ----------------- |
| Yading Skyrun                  | 29 km    | 2 300 m D+ | Chine      | 30 avril 2016    | Bhim Gurung      | Megan Kimmel      |
| Maratón Alpina Zegama-Aizkorri | 42 km    | 2 736 m D+ | Espagne    | 22 mai 2016      | Kilian Jornet    | Yngvild Kaspersen |
| Livigno Skymarathon            | 34 km    | 2 700 m D+ | Italie     | 26 juin 2016     | Tadei Pivk       | Elisa Desco       |
| Dolomites SkyRace              | 22 km    | 1 750 m D+ | Italie     | 17 juillet 2016  | Tadei Pivk       | Laura Orgué       |
| SkyRace Comapedrosa            | 21 km    | 2 280 m D+ | Andorre    | 31 juillet 2016  | Tom Owens        | Laura Orgué       |
| Matterhorn Ultraks 46K         | 48 km    | 3 600 m D+ | Suisse     | 20 août 2016     | Marc Lauenstein  | Megan Kimmel      |
| The Rut 28K                    | 28 km    | 2 375 m D+ | États-Unis | 4 septembre 2016 | Hassan Ait Chaou | Megan Kimmel      |
| Limone Extreme SkyRace         | 27 km    | 2 450 m D+ | Italie     | 15 octobre 2016  | Alexis Sevennec  | Megan Kimmel      |

### Sky Extreme
| Nom de la course | Distance | Dénivelé   | Pays        | Date              | Gagnant        | Gagnante        |
| ---------------- | -------- | ---------- | ----------- | ----------------- | -------------- | --------------- |
| Tromsø Skyrace   | 50 km    | 4 400 m D+ | Norvège     | 7 août 2016       | Tom Owens      | Jasmin Paris    |
| Trophée Kima     | 50 km    | 4 200 m D+ | Italie      | 28 août 2016      | Bhim Gurung    | Emelie Forsberg |
| Glen Coe Skyline | 53 km    | 4 250 m D+ | Royaume-Uni | 18 septembre 2016 | Jonathan Albon | Jasmin Paris    |

### Ultra
| Nom de la course          | Distance | Dénivelé   | Pays       | Date              | Gagnant               | Gagnante          |
| ------------------------- | -------- | ---------- | ---------- | ----------------- | --------------------- | ----------------- |
| Transvulcania             | 75 km    | 8 080 m D+ | Espagne    | 7 mai 2016        | Luis Alberto Hernando | Ida Nilsson       |
| Ultra SkyMarathon Madeira | 55 km    | 4000m D+   | Portugal   | 4 juin 2016       | Cristofer Clemente    | Gemma Arenas      |
| High Trail Vanoise        | 68 km    | 5 400 m D+ | France     | 10 juillet 2016   | Nicolas Martin        | Anne-Lise Rousset |
| The Rut 50K               | 50 km    | 3 200 m D+ | États-Unis | 4 septembre 2016  | Cristofer Clemente    | Ida Nilsson       |
| Ultra Pirineu             | 110 km   | 6 800 m D+ | Espagne    | 24 septembre 2016 | Miguel Heras          | Gemma Arenas      |

### Kilomètre vertical
| Nom de la course                        | Distance | Dénivelé   | Pays       | Date             | Gagnant             | Gagnante         |
| --------------------------------------- | -------- | ---------- | ---------- | ---------------- | ------------------- | ---------------- |
| Kilometro Vertical Transvulcania Binter | 7,6 km   | 1 203 m D+ | Espagne    | 5 mai 2016       | Saúl Antonio Padua  | Emily Collinge   |
| Santa Catarina Vertical Kilometer       | 2,9 km   | 1 000 m D+ | Italie     | 24 juin 2016     | Philip Goetsch      | Christel Dewalle |
| Kilomètre Vertical face de Bellevarde   | 2,9 km   | 1 000 m D+ | France     | 8 juillet 2016   | Xavier Gachet       | Christel Dewalle |
| Dolomites Vertical Kilometer            | 2,6 km   | 1 000 m D+ | Italie     | 15 juillet 2016  | Philip Goetsch      | Laura Orgué      |
| Blåmann Vertical                        | 2,7 km   | 1 044 m D+ | Norvège    | 5 août 2016      | Stian Angermund-Vik | Emelie Forsberg  |
| Lone Peak Vertical Kilometer            | 5 km     | 1 000 m D+ | États-Unis | 2 septembre 2016 | Ondrej Fejfar       | Laura Orgué      |
| Vertical Grèste de la Mughéra           | 3,7 km   | 1 080 m D+ | Italie     | 14 octobre 2016  | Philip Goetsch      | Christel Dewalle |

## Podiums

### Hommes
| Catégorie          | Or                            | Argent                        | Bronze                     |
| ------------------ | ----------------------------- | ----------------------------- | -------------------------- |
| Sky                | Tadei Pivk 356 points         | Hassan Ait Chaou 323,6 points | Kiril Nikolov 284,6 points |
| Sky Extreme        | Jonathan Albon 208 points     | Tom Owens 205,6 points        | Finlay Wild 164,4 points   |
| Ultra              | Cristofer Clemente 294 points | Nicolas Martin 188 points     | Roger Viñas 180 points     |
| Kilomètre vertical | Philip Goetsch 320 points     | Jan Margarit 290,4 points     | Ferran Teixido 290 points  |

### Femmes
| Catégorie          | Or                          | Argent                       | Bronze                       |
| ------------------ | --------------------------- | ---------------------------- | ---------------------------- |
| Sky                | Megan Kimmel 420 points     | Laura Orgué 383,6 points     | Yngvild Kaspersen 286 points |
| Sky Extreme        | Jasmin Paris 220 points     | Malene Haukøy 193,6 points   | Ruth Croft 172 points        |
| Ultra              | Gemma Arenas 290 points     | Anne-Lise Rousset 276 points | Hillary Allen 272 points     |
| Kilomètre vertical | Christel Dewalle 408 points | Laura Orgué 358 points       | Maria Zorroza 220,8 points   |